# Le Faou
Le Faou is een gemeente in het Franse Kanton Faou dat behoort tot het departement Finistère (regio Bretagne). De plaats maakt deel uit van het arrondissement Châteaulin. Le Faou telde op 1 januari 2022 1.882 inwoners.

## Bezienswaardigheden
Vanuit Le Faou, gaat men in zuidoostelijke richting naar het dorpje Quimerc'h, van de weg naar Châteaulin naar het oosten af. Hiermee komt men in het gebied van het Parc Naturel Régional d'Armorique, een natuurpark, dat een groot deel van de Monts d'Arrée in beslag neemt. Vanuit Morlaix, richting Quimper, doorkruist men dit gebied waar een groot meer, het Réservoir de Saint-Michel is gelegen.

## Geografie
De oppervlakte van Le Faou bedroeg op 1 januari 2022 11,85 vierkante kilometer; de bevolkingsdichtheid was toen 158,8 inwoners per km².

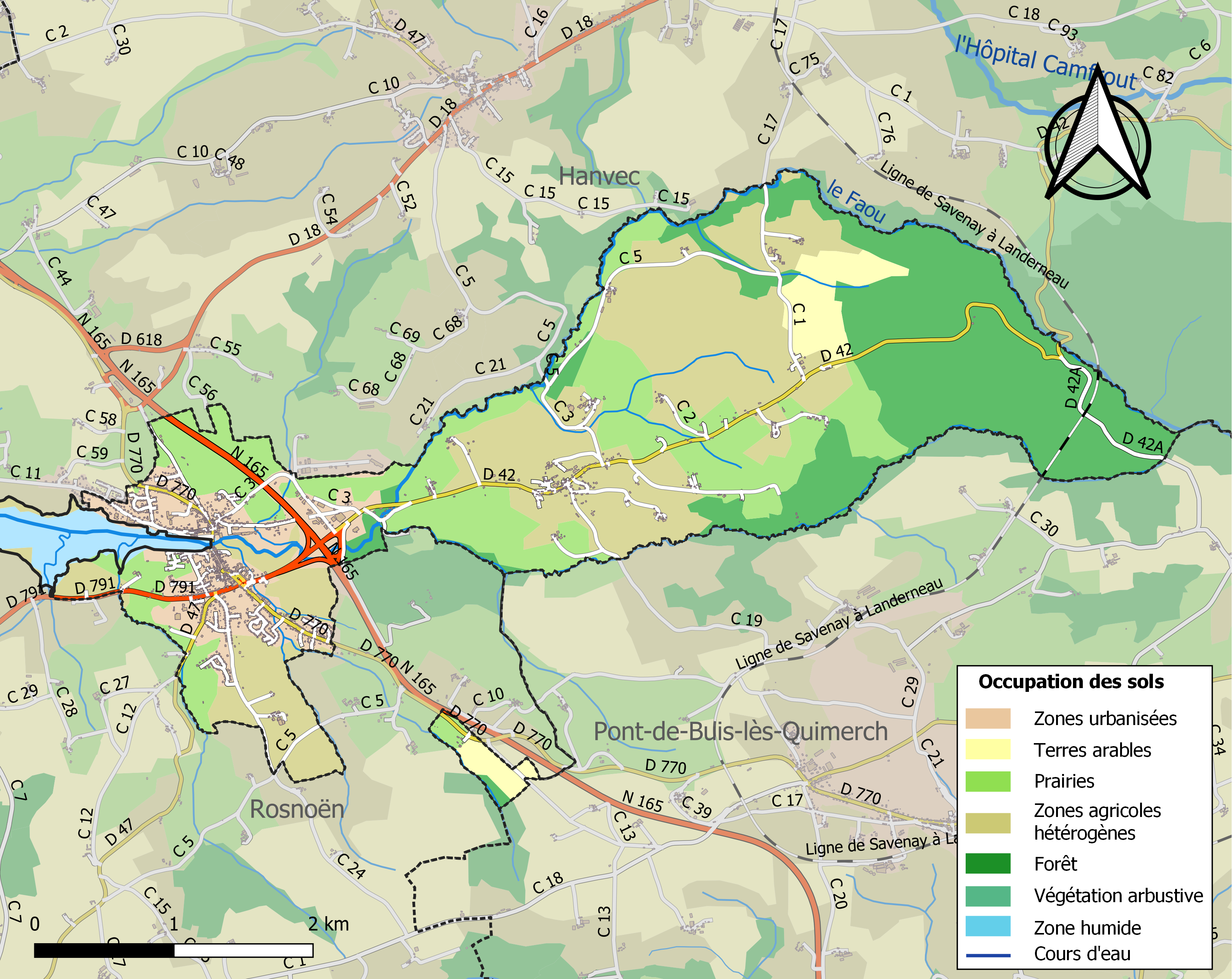
Kaart van de gemeente met belangrijkste infrastructuur, bodemgebruik en omliggende gemeenten

## Demografie
Onderstaande figuur toont het verloop van het inwonertal (bron: INSEE-tellingen).